# USS John E. Kilmer (DDG-134)
El USS John E. Kilmer (DDG-134) será el 84.º destructor de la clase Arleigh Burke (Tramo III) de la Armada de los Estados Unidos. Su nombre honra a John E. Kilmer, médico militar caído en acción en 1952 durante la guerra de Corea y condecorado con la Medalla de Honor.

## Construcción
Fue ordenado en 2018 y recibió su nombre asignado en 2019. Será construido por Bath Iron Works (General Dynamics) en Bath, Maine.